# Kay Bluhm
Kay Bluhm (Brandeburgo sulla Havel, 13 ottobre 1968) è un ex canoista tedesco.
Ha vinto 3 titoli olimpici e un argento nel K2 in due edizioni: Barcellona 1992 e Atlanta 1996, sempre in coppia con Torsten Gutsche. A Seoul 1988 ha invece vinto un bronzo nel K4 1000 m. Numerosi sono anche i titoli mondiali.

## Palmarès
- Olimpiadi
  - Seoul 1988: bronzo nel K4 1000 m.
  - Barcellona 1992: oro nel K2 500 m e K2 1000 m.
  - Atlanta 1996: oro nel K2 500 m e argento nel K2 1000 m.

- Mondiali
  - 1989: oro nel K2 500 m e K2 1000 m, argento nel K1 500 m.
  - 1990: oro nel K2 1000 m, bronzo nel K2 500 m e K4 1000 m.
  - 1991: oro nel K2 1000 m, argento nel K2 500 m e K2 10000 m.
  - 1993: oro nel K2 500 m e K2 1000 m.
  - 1994: oro nel K2 500 m e bronzo nel K2 200 m.
  - 1995: argento nel K2 1000 m.